# 広瀬義宣
広瀬 義宣（ひろせ よしのぶ、1943年1月2日 - ）は、日本の俳優。京都府出身。

## 出演作品

### 映画
- 嵐を呼ぶ十八人（1963年、松竹） - 輝男
- 893愚連隊（1966年、東映） - オケラ
- 兄弟仁義　関東兄貴分（1967年、東映） - ハンチング
- ゴー!ゴー!若大将（1967年、東宝・宝塚映画）
- 日本暗黒史 情無用（1968年、東映） - ノブ
- 前科者（1968年、東映） - 藤野弘
- 緋牡丹博徒シリーズ（東映）
  - 緋牡丹博徒 一宿一飯（1968年） - 泥亀
  - 緋牡丹博徒 二代目襲名（1969年） - 汽車角
- 極道シリーズ（東映）
  - 帰ってきた極道（1968年） - ソロバン
  - 待っていた極道（1969年） - ジョウハツ
  - 極道釜ヶ崎に帰る（1970年） - 守
  - 極道VSまむし（1974年） - ちん平
- 極悪坊主シリーズ（東映） 
  - 極悪坊主（1968年）
  - 極悪坊主 人斬り数え唄（1968年） - 三平
  - 極悪坊主 念仏人斬り旅（1969年） - 荒井角助
  - 極悪坊主 念仏三段斬り（1970年） - デブ長
- 前科者　縄張荒し（1969年、東映） - サブマリンの鉄
- 懲役三兄弟（1969年、東映） - 三太
- 日本暗殺秘録（1969年、東映） - 鎌形芳次
- 渡世人列伝（1969年、東映） - 蓄音器
- 博徒一家（1970年、東映） - 上竹勝
- 関東テキヤ一家シリーズ（東映）
  - 関東テキヤ一家 天王寺の決斗（1970年） - 猪口秀吉
  - 関東テキヤ一家 浅草の代紋（1971年） - 山田繁
- シルクハットの大親分シリーズ （東映） - ボテ八
  - シルクハットの大親分（1970年）
  - シルクハットの大親分 ちょび髭の熊（1970年）
- 温泉こんにゃく芸者（1970年、東映） - 種ケ島
- ㊙️女子大寮（1970年、東映） - 勇
- 女渡世人（1971年、東映） - 万力常
- 傷だらけの人生（1971年、東映） - 水野多十
- 悪親分対代貸（1971年、東映） - チボ竹
- 任侠列伝　男（1971年、東映） - 赤牛
- まむしの兄弟シリーズ（東映） 
  - 懲役太郎 まむしの兄弟（1971年） - 才八
  - まむしの兄弟 お礼参り（1971年） - 五郎
  - まむしの兄弟 懲役十三回（1972年） - 車掌
  - まむしの兄弟 恐喝三億円（1973年） - 才八
  - まむしの兄弟 二人合わせて30犯　（1974年） - 才八
- 女番長シリーズ（東映）
  - 女番長ゲリラ（1972年） - 鮫島
  - 女番長 タイマン勝負（1974年） - 安東
  - 女番長 玉突き遊び（1974年） - 勝
- 鉄砲玉の美学 (1973年、ATG)　- 安夫
- 仁義なき戦いシリーズ （東映）
  - 仁義なき戦い 広島死闘篇 （1973年） - 神谷英司
  - 仁義なき戦い 頂上作戦 （1974年） - 武田組組員
  - 仁義なき戦い 完結篇 （1974年） - 藤村勇吉
- 三池監獄　兇悪犯 （1973年） - 囚人・お半
- 学生やくざ （1974年、東映） - 沢村
- 新仁義なき戦い（1974年、東映） - 落合
- 暴力街　(1974年、東映)  - 藤田
- 武道ドキュメント 拳豪の祭典　(1974年、東映)  - インタビュアー
- 沖縄やくざ戦争 （1976年、東映） - 島袋芳典
- バカ政ホラ政トッパ政 （1976年、東映） - 朝鮮敏
- やくざの墓場 くちなしの花 （1976年、東映)  - 看守巡査
- 日本の首領シリーズ（東映） 
  - やくざ戦争 日本の首領（1977年） - 運転手
  - 日本の首領 野望篇（1977年） - 山田正久
- 大奥浮世風呂（1977年） - クサレ
- 毒婦お伝と首切り浅（1977年） - 弥助
- 北陸代理戦争　(1977年、東映)　- 小泉邦彦
- ピラニア軍団 ダボシャツの天（1977年、東映） - ダンプの運転手
- 日本の仁義 （1977年、東映)　- 赤岩茂夫
- その後の仁義なき戦い （1979年、東映)  - 江口守弘
- 地獄 （1979年、東映)  - 赤塚作次
- 鬼龍院花子の生涯 （1982年、東映)  - 太市
- ぼくんち（2003年、東映）

### テレビドラマ
- 地獄の辰捕物控（1972年 - 1973年、NET / 東映） - 留三郎
- 遠山の金さん捕物帳（NETテレビ）
  - 第113話「亭主に狙われた女」（1972年） - 力松
  - 第158話「見捨てられなかった男」（1973年） - 丑松
- ご存知遠山の金さん（1974年、NETテレビ、東映）第15話「お町は見た」（1974年）
- 必殺シリーズ（ABC / 松竹）
  - 必殺仕業人 第22話「あんた この迷惑をどう思う」（1976年） - 助造
  - 必殺仕切人 第18話「もしもソックリの殺し屋が現れたら」（1984年） - ニセ勘平
  - 必殺仕事人V 第8話「加代、モグラ男夫婦にあてつけられる」（1985年） - 勘太
  - 必殺橋掛人 第12話「四谷の忍者寺を探ります」（1985年） - 鬼鹿
  - 必殺仕事人V・激闘編 第26話「主水、殺しに遅刻する」（1986年） - 勝吉
- 桃太郎侍（1976-1981年、日本テレビ）
  - 第20話「夫婦纏が紅蓮に舞った」 - 権次
  - 第140話「男涙のおけさ節」 - 寅松
  - 第189話「走れ! お江戸の一番纒」 - 臥煙
  - 第242話「二つの影のある男」 - 船頭
- 水戸黄門（TBS / C.A.L）
  - 第7部
    - 第1話「水戸から消えた黄門さま ‐水戸・白河‐」（1976年） - 白坂屋の子分
    - 第29話「花嫁になったお新 ‐飯田‐」（1976年） - 越前屋の人足

  - 第8部 第1話「薩摩へ向う世直し旅 ‐江戸-」（1977年） - 魚勝
  - 第9部 第4話「芝居になった悪い奴 -福島-」（1978年） - ひょっとこの亀
  - 第11部
    - 第17話「親不孝トンテンカン ‐三条‐」（1980年） - 角造の子分
    - 第21話「初春 黄門さまの用心棒 -秩父-」（1981年） - 番頭

  - 第12部 第9話「闇に閃く白頭巾 -膳所-」（1981年） - 魚屋
  - 第13部 第20話「女桃太郎の鬼退治 -博多-」（1983年） - 軍次
  - 第14部 第5話「三年味噌に賭けた意地 -仙台-」（1983年） - 藤吉
  - 第15部 第5話「偽黄門になった黄門様 -伊予-」（1985年） - 馬方B
  - 第16部 第2話「闇に仕掛けた皆殺しの罠 -府中-」（1986年） - 伊八
  - 第17部 第18話「川豚に当たって悪退治 -下関-」（1987年）
  - 第18部
    - 第4話「花嫁衣裳の秘密 -粕壁-」（1988年） - 唐造の子分
    - 第20話「陰謀渦巻く大草原 -熊本-」（1989年） - 伝兵衛の手下

  - 第19部（1990年）
    - 第16話「鬼が巣喰う金の山 -佐渡-」 - 留次
    - 第25話「大工修行で悪退治 -松本-」- ごろつき

  - 第20部
    - 第12話「悪を糺す阿波踊り -徳島-」（1991年） - 仙八
    - 第47話「嘘を承知の偽黄門 -日光-」（1991年） - 軍蔵の手下

  - 第22部 第14話「悪を懲らした姫だるま -松山-」（1993年） - 紋次
  - 第26部 第10話「陰謀砕く男の勇気 -延岡-」（1998年） - 権次
  - 第33部 第22話「大対決! 八百八町は日本晴れ（2時間スペシャル）」（2004年） - 折平
  - 第34部 第2話「頑固な母がついた嘘 -磐城-」（2005年） - 問屋
- 連続テレビ小説 / 風見鶏（1977年、NHK） - 赤井半次郎
- 暴れん坊将軍シリーズ（ANB / 東映）
  - 吉宗評判記 暴れん坊将軍
    - 第13話「嵐を呼んだ江戸土産」（1978年） - 捨吉
    - 第106話「将軍はんて何んどすえ?」（1980年） - 丑五郎
    - 第115話「一攫千金ご用心」（1980年） - 仁吉
    - 第125話「男の門出の燈篭流し」（1980年） - 渡会六太夫
    - 第144話「御命焼酎一升にて候」（1981年） - 伝次
    - 第171話「裏切者に熱き涙を」（1981年） - 藤次
    - 第192話「泣き笑い河内人情ど根性」（1982年） - 亥之
    - 第202話「ずっこけ勘八功名噺」（1982年） - 才兵衛

  - 暴れん坊将軍II
    - 第7話「わらべ地蔵の子守唄」（1983年） - 虎造
    - 第58話「泣いて馬謖(ばしょく)の怨み節」（1984年） - 力松
    - 第115話「借金取りを呑んだ女!」（1985年） - オロチ
    - 第143話「悲願! お小夜アイヤぶし」（1986年） - 丑松
    - 第173話「謀叛人の娘」（1986年） - 銀次
    - 第189話「仇姿、つよい女が泣きました!」（1987年） - 角助

  - 暴れん坊将軍III
    - 第7話「運命のめぐりあい」（1988年） -  藤七
    - 第24話「思わぬ遺産の目安箱」（1988年） - 権三
    - 第52話「め組に届けられた赤ん坊」（1989年） - 矢七
    - 第75話「痛快! 天下を正す目安箱」（1989年） - 定次
    - 第105話「惚れて深川 あゝ八千両」（1990年） - 金造
    - 第118話「吉宗まさかの刑場破り!」（1990年） - 佐野

  - 暴れん坊将軍IV
    - 第7話「もう一つの十手御用」（1991年） - 寅三
    - 第16話「女賞金稼ぎ、江戸を斬る!」（1991年） - 岩松
    - 第39話「乙女の祈り お手つき志願!?」（1992年） - 仙蔵
    - 第46話「男一匹! め組の紋次郎が燃えた!!」（1992年） - 寅吉
    - 第71話「謎! 流人船、いずこへ」（1992年） - 庄吉

  - 暴れん坊将軍V
    - 第9話「ろくでなし長屋殺人事件」（1993年） - 佐吉
    - 第35話「廓祝言、一夜の花嫁」（1993年） - 留蔵

  - 暴れん坊将軍VI
    - 第2話「標的は将軍様」（1994年） - 三次
    - 第26話「吉宗、見参! 女剣士の挑戦状（1995年） - 仙次
    - 第48話「盗賊の娘」（1995年） - 留松
- 遠山の金さん 杉良太郎版 第1シリーズ （NET/東映）
  - 第31話「明日に別れの賽を振れ!!」（1976年）
  - 第49話「独楽が廻れば鬼が泣く」（1976年）- 辻番
  - 第65話「りんどう花が嵐を呼んだ」（1977年） -深川 鳥造組三下
- 土曜ワイド劇場 「映画村殺人事件愛の邪魔者を消せ！」 （1980年、ABC / 東映） - 加藤治夫
- 服部半蔵影の軍団　第7話「標的は謎の女」（1980年、KTV / 東映）
- 長七郎天下ご免!（テレビ朝日、東映）
  - 第26話 「くらやみ河岸に鶴が舞う!」（1980年） - 作造
  - 第54話 「おとこの真実の風車」（1980年） - 嘉平次
  - 第71話 「天狗が泣いた武士の道」（1981年） - 万造
  - 第101話 「べそかきトンビの江戸の空」（1981年） - 平吉
- 松平右近事件帳（1982年-1983年、NTV / ユニオン映画）
  - 第10話「極楽とんぼのならず者」 - 捨松
  - 第38話「罠にはまった瓦版」 - 重吉
  - 第47話「囮にされた放蕩息子」 - 権次
- 遠山の金さん 高橋英樹版（テレビ朝日）
  - パート1 第12話「この男、鬼と呼ばれて七百十日」 （1982年）
  - パート1 第65話「二つの顔の女・緋牡丹おりん!」 （1983年）
  - パート2 第26話「愛を知らない女の愛!」（1986年） - 政七
- 長七郎江戸日記（NTV / ユニオン映画）
  - 第1シリーズ
    - 第32話「とらわれた長七郎」（1984年） - 弥太
    - 第51話「黄金の夢」（1984年） - 源造
    - 第66話「からくり人形使い」（1985年） - 外村
    - 第112話「お嬢様、どこに?」（1986年）　- 留吉

  - 第2シリーズ
    - 第10話「母ひとり旅」（1988年） - 助蔵

  - 第3シリーズ
    - 第26話「女侠涙の伊達姿」（1991年） - 寅吉
    - 第33話「男泣き兄弟盃」（1991年） - 中間
- 京都マル秘指令　ザ新選組 第6話「脅迫6　娘を人間大文字焼きにするぞ!」（1984年、ABC / 松竹）
- 京都かるがも病院 第7話「手術を決意するとき」（1986年、ANB / 東映）
- 三匹が斬る! シリーズ（ANB / 東映）
  - 三匹が斬る!
    - 第10話「湯の里は、地鳴り剣鳴り腹も鳴る」（1987年） - 丑松
    - 第19話「春一番! 旗本三悪人ころし節」（1987年） - 猪熊大學

  - 続・三匹が斬る!
    - 第7話「黒髪の、尼に乞われて用心棒」（1989年） - 役人
    - 第15話「箱根路は、湯煙立って鬼退治」（1989年） - 子分

  - 続続・三匹が斬る! 第18話「無理心中、娘十八怨み節!」（1990年）
  - また又・三匹が斬る! 第16話「偽三匹、どんでん返しの離れ業」（1990年） - 染谷
  - 新・三匹が斬る!
    - 第9話「逃げた女、産めよふやせ悲しき子宝奉行」（1992年） - 加東次
    - 第18話「血槍舞い、死んで咲かせた忠義花」（1993年） - 伊予吉
- 名奉行 遠山の金さん（ANB / 東映）
  - 第1シリーズ 第14話「危険なつっぱり娘」（1988年） - 安蔵
  - 第2シリーズ 第2話「美少女を救え! 隠密同心の怒り」（1989年） - 弥平
  - 第3シリーズ
    - 第3話「怪盗の顔を見た!」（1990年） - 房吉
    - 第14話「サギ師金さんの弟現わる!」（1990年） - 左紋次

  - 第5シリーズ 第22話「旗本残酷物語 いれずみ侍の涙」（1993年） - 吉蔵
  - 第6シリーズ 第15話「女説教強盗の復讐」（1994年） - 伊助
  - 第7シリーズ 第3話「白い花の恐怖 悪徳医師の陰謀」（1995年） - 弥平
- 鬼平犯科帳（CX / 松竹） ※中村吉右衛門版
  - 第3シリーズ 第16話「おしま金三郎」（1992年） - 高山の治兵衛
- 隠密奉行朝比奈（CX / 東映）
  - 第2シリーズ第1話「南国土佐 よみがえる海賊船」（1999年）